# Lipie
Lipie e pâine de formă rotundă sau ovală, puțin crescută sau plată, de obicei din aluat nedospit, realizat din făină de diferite cereale. 